# Солунский диалект

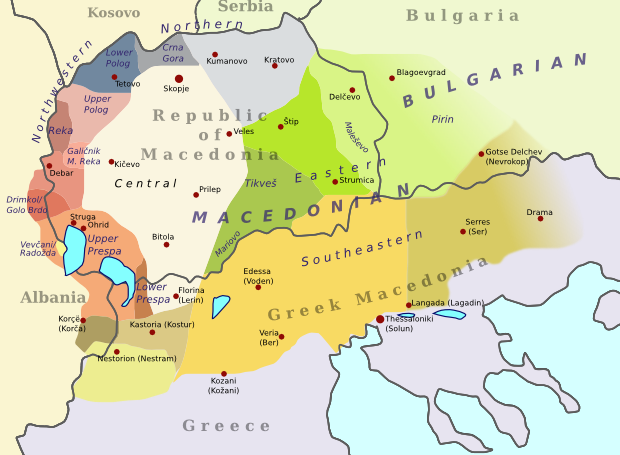
Славянские диалекты Центральных Балкан (ареал солунского диалекта выделен жёлтым)

Солунский диалект — совокупность восточноюжнославянских говоров, распространённых в греческой области Центральная Македония, а также в приграничных с Грецией юго-восточных областях Гевгелия и Дойран Северной Македонии. В прошлом был распространён в Салониках и их окрестностях. Часто под термином «солунский диалект» понимается язык солунских славян IX века, так как им владели Кирилл и Мефодий, на основе его позднее разработавшие славянскую азбуку. Применительно к современным говорам славян этого региона используются такие термины, как нижневардарский или кукушко-воденский диалект.

## История солунских славян
Начиная с VII в. в балканских владениях Византийской империи имел место масштабный рост славянского населения, что привело к многочисленным стычкам славян с Константинополем и, как следствие, к фактическому выходу крупных территорий из-под контроля Византии и формирования на Балканском полуострове славянских государств, или Sclaviniae, как их называли византийские хроники.
Во времена Кирилла и Мефодия славяне представляли собой значительную часть населения Солуни. Язык их, хотя был практически бесписьменным (согласно трактату черноризца Храбра, славяне пользовались руническими или сходными с таковыми знаками), был достаточно широко распространён и известен; так, в Житии Мефодия в описании посольства моравского князя Ростислава говорится: «Вы солуняне, а солуняне все хорошо говорят по-славянски» (вы бо ѥста селѹнѧнина, да селѹнѧне вьси чисто словѣньскꙑ бесѣдѹють).

## Лингвистические характеристики

### Фонология
Для фонологической системы солунского диалекта характерны следующие черты:
1. рефлекс праслав. o̧ > ě: дъ́га, мъ́ка
2. рефлекс праслав. ŏ > о: сон, тако́ф
3. выпадение h в начале слова: леп, ил’а́да